# Winfred Omwakwe
Winfred Adah Omwakwe (tên thường gọi là Winfred Omwakwe) là một nữ hoàng sắc đẹp đến từ Kenya, người được trao ngôi vị Hoa hậu Trái Đất 2002.

## Xuất thân
Winfred Omwakwe tên đầy đủ là Winfred Adah Omwakwe, sinh ngày 1 tháng 1 năm 1981 tại thủ đô Nairobi, Kenya.

Lên 10 tuổi, cha của Winnie (tên thân mật của cô) qua đời, và 2 năm sau đó là mẹ cô. Winnie trở thành trẻ mồ côi, sống trong sự bao bọc của anh cả và chị kế.

## Các cuộc thi sắc đẹp
Năm 2001, Winnie đăng ký dự thi Hoa hậu Hoàn vũ Kenya 2001. Dù lọt vào vòng chung kết nhưng cô không giành được vị trí cao nhất.

Một năm sau đó, Cô tiếp tục tham gia cuộc thi Hoa hậu Du lịch Thế giới Kenya 2002 và trở thành một trong những người chiến thắng. Winnie cũng giành quyền đại diện Kenya tại Hoa hậu Trái Đất 2002, được tổ chức tại Manila, Philippines cùng năm .
Tại cuộc thi Hoa hậu Trái Đất 2002, cô dừng lại ở vị trí Hoa hậu Không khí (tương đương Á hậu 1).

Ngày 28 tháng 5 năm 2003, Đương kim hoa hậu Trái Đất 2002, cô Džejla Glavović đến từ Bosna và Hercegovina bị tổ chức Carousel Productions (đơn vị tổ chức cuộc thi) truất ngôi với lý do không hoàn thành những nhiệm vụ được giao trong thời kỳ đương nhiệm. Do đó, với tư cách là Hoa hậu Không khí, Winfred Omwakwe chính thức được thừa hưởng vương miện Hoa hậu Trái Đất 2002 từ người tiền nhiệm vừa bị truất ngôi.

Phát biểu sau khi nhận được tin trên, cô xúc động nói: "Ban đầu tôi rất kinh ngạc và cảm thấy thật khó để tin được. Nhưng sau đó, tôi lại nhận được rất nhiều thư chúc mừng trong email cũng như hàng loạt cuộc gọi từ khắp nơi để chia sẻ niềm vui. Chỉ khi đó tôi mới thật sự bị thuyết phục rằng, đây không phải là một trò đùa của ai đấy." 

Winfred Omwakwe cũng đồng thời trở thành người Kenya đầu tiên chiến thắng ở một cuộc thi hoa hậu tầm cỡ và uy tín hàng đầu trên thế giới.
 
Ngày 9 tháng 11 năm 2003, cô trao lại vương miện cho người kế vị Dania Prince Mendez - Hoa hậu Trái Đất 2003.

## Cuộc sống sau vương miện
Winnie đã tốt nghiệp học viện chăm sóc sức khỏe ở Kenya ngành vật lý trị liệu .

Một năm sau khi mãn nhiệm kỳ hoa hậu của mình, cô đã đến Canada. Không chỉ đơn thuần là du lịch, Winnie còn tìm kiếm trường để cô có thể theo học một khóa y tá nào đó.

## Chuyện bên lề
- Winfred Omwakwe là người thuộc bộ lạc Luhya, bộ lạc lớn nhất nhất trong 42 bộ lạc ở Kenya.
- Trong cùng năm 2002, Hoa hậu Hoàn vũ Oxana Fedorova cũng bị tước vương miện với cùng lý do là không hoàn thành nhiệm vụ hoa hậu của mình, và vương miện được trao lại cho Justine Pasek, á hậu 1 của cuộc thi nói trên.